# Chinvali
Chinvali (osetski: Цхинвал ili Чъреба, latinično: Chinval ili Čreba; gruzijski: ცხინვალი, latinično: Chinvali; ruski: Цхинвал(и), latinično: Chinval(i)) je glavni grad de facto nezavisne nepriznate države Južne Osetije koju većina država smatra dijelom Gruzije. Prema gruzijskoj teritorijalnoj podjeli ovaj grad bi spadao u regiju Šida Kartli (შიდა ქართლი).
Grad se nalazi na rijeci Liahvi oko 100 km sjeverozapadno od gruzijskog glavnog grada Tbilisija.

## Ime
Naziv Chinvali dolazi od gruzijskog naziv Krchinvali (ქრცხინვალი) što u prijevodu znači „zemlja grabova”, što je i povijesni naziv za ovo mjesto. Od 1934. do 1961., grad se zvao „Staljiniri” (gruzijski: სტალინირი, ruski: Сталинири), prema Staljinu. Oseti danas grad nazivaju Chinval, izostavljajući slovo „i” na kraju koje označava nominativ u gruzijskom jeziku). Neslužbeno se grad naziva Čreba.

## Povijest
Područje današnjeg Chinvalija bilo je naseljeno u brončanom dobu, za što danas postoje arheološki dokazi. Grad je prvi put spomenut u gruzijskom izvorima 1398., kao selo u Kartliju. Početkom 18. stoljeća ovo je bio manji grad s većinskim kmetovskim stanovništvom. Rusko Carstvo je pripojilo Chinvali 1801., zajedno s ostatkom istočne Gruzije. Zbog položaja na trgovačkom pravcu koji je povezivao Sjeverni Kavkaz s Tbilisijem i Gorijem, Chinvali je prerastao u manji trgovački grad s iznimno etnički izmiješanim stanovništvom kojeg su sačinjavali Židovi, Gruzijci, Armenci i Oseti.
U revolucionarno vrijeme između 1918. i 1920., ovdje su se odvijali sukobi između snaga tadašnje kratkoživuće Gruzijske Demokratske Republike i osetskih seljaka koji su bili podbornici boljševizma. Sovjetska vlast je tada uspostavljena napadom Crvene armije u ožujku 1921. godine. Godinu dana kasnije, Chinvali je proglašen glavnim gradom Južnoosetske autonomne oblasti unutar Gruzijske SSR. U tom razdoblju grad su naselili Oseti iz ruralnih krajeva, zbog čega je nakon nekog vremena ovo postao grad s većinski osetskim stanovništvom. U sovjetsko vrijeme grad se razvio u industrijsko središte, a u njemu je otvoreno nekoliko kulturnih i obrazovnih institucija. Prema popisu stanovništva u SSSR-u koji je bio 1989. godine, u Chinvaliju je živjelo 42.934 stanovnika.
Za vrijeme gruzijsko-osetskog sukoba nakon pada SSSR-a, u gradu su se odvijali oružani sukobi između gruzijskih i osetskih snaga. Prema sporazumu o prekidu vatre iz Sočija 1992. godine, Chinvali je ostao pod osetskim nadzorom.

### Sukob 2008. godine
Nakon napada gruzijskih snaga na Južnu Osetiju i bombardiranja Chinvalija od strane gruzijskog topništva, u sukob se umješala ruska vojska koja je ušla u grad i napala gruzijske snage. Sveukupno je bitka trajala tri dana, a završila je pobjedom ruskih i osetskih snaga nad gruzijskom vojskom koja se povukla iz grada. Tijekom ove bitke grad je velikim dijelom oštećen.

## Zbratimljeni gradovi
- Tiraspol, Pridnjestrovlje
- Suhumi, Abhazija